# Institut d'études politiques d'Aix-en-Provence
O Instituto de Estudos Políticos de Aix-en-Provence (em francês, Institut d'études politiques d'Aix-en-Provence ,  também conhecido como  IEP d'Aix   ou   Sciences Po Aix) é um estabelecimento de ensino superior público francês, voltado para as ciências sociais e políticas e para as relações internacionais. Fundado em 1956, em Aix-en-Provence, é administrativamente vinculado à Université d'Aix-Marseille , sendo um dos nove Institut d'études politiques da França e, portanto, uma grande école.
Sciences Po Aix propõe um curso de cinco anos. O diploma do  IEP dá o título de  master. Como nos demais instituts d'études politiques, a formação é pluridisciplinar, estruturada sobre quatro pilares principais: História, Ciências Políticas e Sociais,  Economia e Direito. O terceiro ano consiste de atividades externas  - um estágio ou  curso universitário no estrangeiro.